# Leptogorgia sarmentosa
Leptogorgia sarmentosa is een zachte koraalsoort uit de familie Gorgoniidae. De koraalsoort komt uit het geslacht Leptogorgia. Leptogorgia sarmentosa werd in 1789 voor het eerst wetenschappelijk beschreven door Esper. 